# Svenska mästerskapen i längdskidåkning 2003
Svenska mästerskapen i längdskidåkning 2003 arrangerades i Idre och Boden.

## Medaljörer, resultat

### Herrar
| Gren                    | Guld                                                                | Guld                                                                | Silver | Silver | Brons | Brons |
| 15 km (F)               | Per Elofsson                                                        | IFK Umeå                                                            |        |        |       |       |
| 30 km (K)               | Mathias Fredriksson                                                 | Östersunds SK                                                       |        |        |       |       |
| 50 km (K)               | Mathias Fredriksson                                                 | Östersunds SK                                                       |        |        |       |       |
| Jaktstart (10 K + 10 F) | Mathias Fredriksson                                                 | Östersunds SK                                                       |        |        |       |       |
| Sprint (K)              | Thobias Fredriksson                                                 | Östersunds SK                                                       |        |        |       |       |
| Stafett 3 x 10 km (K)   | Östersunds SK (Jerry Ahrlin, Anders Södergren, Thobias Fredriksson) | Östersunds SK (Jerry Ahrlin, Anders Södergren, Thobias Fredriksson) |        |        |       |       |
| Lagtävling 15 km        | IFK Umeå                                                            | IFK Umeå                                                            |        |        |       |       |
| Lagtävling 30 km        | Östersunds SK                                                       | Östersunds SK                                                       |        |        |       |       |
| Lagtävling 50 km        | Östersunds SK                                                       | Östersunds SK                                                       |        |        |       |       |
| Lagtävling Jaktstart    | Östersunds SK                                                       | Östersunds SK                                                       |        |        |       |       |

### Damer
| Gren                   | Guld                                                  | Guld                                                  | Silver | Silver | Brons | Brons |
| 5 km (F)               | Jenny Olsson                                          | Åsarna IK                                             |        |        |       |       |
| 15 km (K)              | Jenny Olsson                                          | Åsarna IK                                             |        |        |       |       |
| 30 km (K)              | Elin Ek                                               | IFK Mora                                              |        |        |       |       |
| Jaktstart (5 K + 10 F) | Elin Ek                                               | IFK Mora                                              |        |        |       |       |
| Sprint (K)             | Elin Ek                                               | IFK Mora                                              |        |        |       |       |
| Stafett 3 x 5 km (K)   | Åsarna IK (Sofia Lind, Mariana Handler, Jenny Olsson) | Åsarna IK (Sofia Lind, Mariana Handler, Jenny Olsson) |        |        |       |       |
| Lagtävling 5 km        | Åsarna IK                                             | Åsarna IK                                             |        |        |       |       |
| Lagtävling 15 km       | Åsarna IK                                             | Åsarna IK                                             |        |        |       |       |
| Lagtävling 30 km       | Åsarna IK                                             | Åsarna IK                                             |        |        |       |       |
| Lagtävling Jaktstart   | Åsarna IK                                             | Åsarna IK                                             |        |        |       |       |

### Webbkällor
- Svenska Skidförbundet
- Sweski.com